# Picea spinulosa
Picea spinulosa je druh smrku původem z Asie.

## Popis
Jedná se strom dorůstající ve své domovině až 60 m výšky, kdy průměr kmene dosahuje až 2,5 m. Borka je u starých stromů šupinatá, pupeny jsou hnědé. Větvičky jsou převislé, na povrchu lysé, zpočátku žlutohnědé barvy, později šedavé. Jehlice jsou více či méně zploštělé, 1,5–3,5 cm dlouhé a asi 1,1–1,8 mm široké, naspodu se dvěma bílými pruhy. Samičí šišky jsou asi 9–11 cm dlouhé, podlouhlé až válcovité, asi 3–4,5 cm široké, za zralosti jsou hnědé až tmavě hnědé. Šupiny jsou asi 2 cm dlouhé, hladké a lesklé.

## Rozšíření
Původní areál druhu se rozkládá v horách jižního Tibetu, dále roste v Bhútánu, Nepálu a v Sikkimu.

## Ekologie
Picea spinulosa je horská dřevina, roste zpravidla v nadmořských výškách 2 400 až 3 900 m n. m. Porosty místy trpí kůrovcovými kalamitami, které má na svědomí především lýkožrout Ips schmutzenhoferi.

## Výskyt v Česku
V České republice se pěstuje jen výjimečně v některých arboretech, např. v Průhonicích.